# Feldjägerdienst (Reichswehr)
Der Feldjägerdienst (Fjd) der Reichswehr war ein geheimer beziehungsweise illegaler Wehrverband zur Kleinkriegsführung im Fall einer Besetzung des deutschen Reichsgebiets durch fremde Truppen.

## Konzeption
Aufgrund der personellen und materiellen Schwäche der Reichswehr als Ergebnis der Bedingungen des Friedensvertrages von Versailles wurde ab März 1924 im Truppenamt ein Konzept zur Kleinkriegsführung hinter den feindlichen Linien, jedoch auf eigenem Territorium, entwickelt. Ein erstes Memorandum entstand am 21. Oktober 1924 offenbar maßgeblich unter dem Einfluss von Carl-Heinrich von Stülpnagel und insbesondere auf den Pour Le Merité-Träger und späteren Generalleutnant Hans von Voss (1875–1966). Die Truppe sollte ausdrücklich keinen Partisanen-, sondern einen Kleinkrieg führen. Die Feldjäger waren Angehörige regulärer, wenn auch geheimer Reichswehreinheiten und sollten entweder Uniform oder deutlich erkennbare militärische Abzeichen tragen und ihre Waffen offen führen.

## Aufgaben
In der reichswehrinternen Denkschrift für den Feldjägerdienst, die am 1. April 1928 erschien und offenbar von ihrem damaligen Leiter, dem Oberstleutnant a. D. Hans von Voß verfasst worden war, wurden die Aufgaben der Truppe detailliert beschrieben. Im Gegensatz zum Grenzschutz, der im Grenzgebiet hinhaltend kämpfen sollte, um ein Eindringen eines Gegners zu verzögern, sollten die Feldjäger sich von der Front überrollen lassen und anschließend klassische Kleinkriegsoperationen im Rücken des Feindes durchführen. Dazu gehörten Sabotageaktionen, die Unterbrechung von Kommunikations- und Logistiklinien wie Eisenbahnlinien, Straßen und Wasserwegen und die Zerstörung der eigenen Infrastruktur. Mit geringem eigenen personellen Aufwand sollten starke Feindkräfte gebunden und zermürbt und außerdem die eigene Bevölkerung zum passiven Widerstand ermuntert werden.

## Konzipierte Stärke und Personalauswahl
Grundeinheit des Feldjägerdienstes war die Kompanie in einer Stärke von 100 Mann, gegliedert in drei Züge zu je vier Gruppen. Geplant war die Aufstellung von 30 bis 40 Kompanien pro Wehrkreis, also gut 21.000 bis 28.000 Mann. Das Personal sollte sorgfältig ausgewählt und ausgebildet werden. Mitglieder von Wehrverbänden wurden für ungeeignet gehalten, da diesen keine konspirative Tätigkeit zugetraut wurde.
1927 standen gut 8.850 ausgebildete Feldjäger zur Verfügung, offenbar vorzugsweise in Ostpreußen und Danzig. Nach Arno Rose unterstützte der Feldjägerdienst auch ukrainische Kampforganisationen in Polen, die im Kriegsfall im Rücken der polnischen Armee eingesetzt werden sollten und unterhielt auch Kontakte nach Ungarn. In Westdeutschland scheinen keine oder nur kleine Fjd-Einheiten existiert zu haben.

## Auflösung 1929 und Vorbild für den Werwolf 1944/45
Auf Antrag der preußischen Regierung wurde der Feldjägerdienst 1929 aufgelöst. Zum einen war es nicht gelungen, ausreichend Personal zu rekrutieren, zum andern schien die bloße Existenz des Feldjägerdienstes eine schwere politische Belastung darzustellen, da er dem Versailler Vertrag widersprach und die politischen Folgen im Fall seiner Aufdeckung in keinem Nutzen zu einem möglichen militärischen Effekt stünden.
Im Herbst 1944 begann SS-Obergruppenführer und General der Waffen-SS Hans-Adolf Prützmann mit der Aufstellung des Werwolf, bei dem er offensichtlich auf das Feldjägerdienstkonzept zurückgriff. Nach Rose weisen die Feldjägerdienstvorschrift und die von Prützmanns Mitarbeiter Arthur Ehrhardt verfasste Ausbildungsanleitung Werwolf. Winke für Jagdeinheiten, die 1970 zum ersten Mal publiziert wurde, starke Ähnlichkeiten auf und schließt daraus auf einen Erfahrungstransfer vom Feldjägerdienst zum Werwolf.
Teile der im Bundesarchiv-Militärarchiv in Freiburg i. Br. archivierten Akten zum Feldjägerdienst wurden nach Angaben der Archivleitung nach den Terroranschlägen vom 11. September 2001 durch einen nicht näher genannten deutschen Geheimdienst konfisziert.